# Model de Kübler-Ross
El model de Kübler-Ross, comunament conegut com les cinc etapes del dol, va ser presentat per primera vegada per la psiquiatra suís-nord-americana Elisabeth Kübler-Ross (1926-2004) al seu llibre On Death and Dying, el 1969.
Aquest llibre descriu, en cinc etapes diferents, un procés pel qual la gent s'enfronta amb la tragèdia, especialment quan és diagnosticada d'una malaltia terminal o una pèrdua catastròfica. A més, aquest llibre va exposar la necessitat d'un millor tractament als individus que s'enfronten amb una malaltia fatal.

## Etapes
1. Negació
«Em sento bé, això no em pot estar passant, a mi no!». La negació és només una defensa temporal per a l'individu. Aquest sentiment és generalment reemplaçat amb una sensibilitat augmentada de les situacions i individus que són deixats enrere després de la mort.[2]
2. Ira
«Per què a mi? No és just!», «Com em pot estar passant això a mi?». Un cop a la segona etapa, l'individu reconeix que la negació no pot continuar. A causa de la ira, a aquesta persona li és difícil de ser acurada degut als seus sentiments d'ira i enveja. Qualsevol individu que simbolitza vida o energia és subjecte a ser projectat ressentiment i enveja.[2]
3. Negociació
«Déu meu, deixa'm viure almenys per veure els meus fills grans», «Faré qualsevol cosa per un parell d'anys més». La tercera etapa involucra l'esperança que l'individu pot d'alguna manera posposar o retardar la mort. Usualment, la negociació per una vida estesa és realitzada amb un poder superior a canvi d'una forma de vida reformada. Psicològicament, la persona està dient: «Entenc que moriré aviat, però si tan sols pogués tenir una mica més de temps ...».[2]
4. Depressió
«Estic tan trist, per què fer alguna cosa?», «Moriré, quin sentit té?», «Trobo a faltar als meus éssers estimats, ¿per què seguir?» Durant la quarta etapa, la persona que està morint comença a entendre la certesa de la mort. A causa d'això, l'individu pot tornar-se silenciós, rebutjar visites i passar molt temps plorant i lamentant-se. Aquest procés permet a la persona moribunda desconnectar de tot sentiment d'amor i afecte. No és recomanable intentar alegrar a una persona que està en aquesta etapa. És un moment important que ha de ser processat.[2]
5. Acceptació
«Això ha de passar, no hi ha solució, no puc lluitar contra la realitat, hauria preparar-me per això». L'etapa final arriba amb la pau i la comprensió que la mort s'està acostant. Generalment, la persona en aquesta etapa vol que la deixin sola. A més, els sentiments i el dolor físic poden desaparèixer. Aquesta etapa també ha estat descrita com la fi de la lluita contra la mort.[2]

Kübler-Ross originalment va aplicar aquestes etapes a les persones que patien malalties terminals, i després a qualsevol pèrdua catastròfica (ocupació, ingressos, llibertat). Això pot incloure esdeveniments significatius de la vida tals com poden ser la mort d'un ésser estimat, el final d'una relació o divorci, drogodependència, un diagnòstic d'infertilitat, etc. Kübler-Ross va afirmar que aquestes etapes no necessàriament se succeeixen en l'ordre descrit anteriorment, ni totes són experimentades per tots els pacients, encara que va afirmar que una persona almenys patirà dues d'aquestes etapes. Sovint, les persones travessaran diverses d'aquestes etapes en un efecte «muntanya russa», passant entre dues o més etapes, i tornant a fer-ho una o diverses vegades abans de finalitzar. Les persones que estiguin travessant aquestes etapes no han de forçar el procés. El procés de dol és altament personal i no s'ha d'accelerar, ni allargar, per motius d'opinió d'un individu. Un ha de ser merament conscient que les etapes seran superades i que arribarà l'estat final d'acceptació. No obstant això, hi ha individus que lluiten contra la mort fins al final. Alguns psicòlegs creuen que com més lluiti una persona davant la mort, més temps romandrà en l'etapa de negació. Si aquest és el cas, és possible que la persona malalta tingui més dificultats per tenir una mort digna. Altres psicòlegs afirmen que enfrontar-se amb la mort fins al final per a algunes persones és una adaptació. Aquells que experimenten problemes enfrontant-se amb les diferents etapes, caldria que consideressin grups d'ajuda o professionals en el tractament del dol.

## Aspectes culturals
L'enfocament de la mort d'un individu moribund ha estat relacionat amb la quantitat de significat i propòsit que una persona ha trobat en la vida. Un estudi de 160 persones diagnosticades amb menys de tres mesos de vida va mostrar que aquells que sentien que havien entès el seu sentit en la vida, travessaven menys tristesa i desesperació en les seves últimes setmanes de vida que aquells que no l'havien trobat. En aquest i estudis similars, l'espiritualitat havia ajudat a individus agonitzants a enfrontar-se amb l'etapa de depressió més fàcilment que aquells que no eren espirituals.

## Crítica
D'acord amb George Bonanno, professor de psicologia clínica de la Universitat de Colúmbia, en el seu llibre The Other Side of Sadness: What the New Science of Bereavement Tells Us About Life After a Loss, basat en dues dècades de revisions rigoroses en que se seguien a gent que havia patit pèrdues en els Estats Units i en altres cultures, va cocloure que no hi havia evidència per donar suport a la teoria de Kübler-Ross.
Un estudi realitzat entre 2000 i 2003 de persones en dol, dut a terme per la Universitat Yale, va obtenir alguns resultats que eren conformes amb la hipòtesi de cinc etapes i d'altres que eren incompatibles.
La revista Skeptic Magazine va publicar els descobriments del The Grief Recovery Institute que contradeien el concepte d'etapes del dol i la relació amb les persones que estan lluitant amb la mort de persones importants per a ells.
La hipòtesi tendeix a "prescriure" en lloc de "descriure" el dolor. A causa del fet que la hipòtesi és tan coneguda, els afectats tendeixen a córrer, en sentir-se pressionats, a passar per les etapes, en lloc de deixar que aquestes succeeixin naturalment.